# Калмыков, Александр Павлович
Александр Павлович Калмыков (14 апреля 1892, Муром, Российская империя — 30 июня 1979, Владимир) — Рисовальщик, портретист, график, мастер декоративно — монументального искусства. Член Союза художников СССР.

## Биография
Родился 14 апреля 1892 года в городе Муром Владимирской области.
17 октября 1904 году награждён Похвальным листом от педагогического совета владимирской гимназии за отличные успехи и поведение.
В 1917 окончил историко-филологический факультет Московского государственного университета.
1920-е гг. занимался в художественной студии города Владимира у Ф. А. Модорова.
В 1923 году окончил Владимирскую государственную художественную мастерскую Петра Зиновьева.
Член Союза художников СССР (1945). На 16 июня 1945 г. в творческом союзе Владимирской области состояло всего 14 художников.
В 1946—1947 гг. являлся председателем правления владимирской организации Союза художников.
Преподавал в школах Владимира (1918—1930).
Рисовальщик, портретист, мастер декоративно — монументального искусства. Известные работы «Революционные события во Владимире», «Приезд Ленина во Владимир».
А. П. Калмыков делал эскизы украшения площади Свободы города Владимир (ныне Соборная площадь) в октябрьские и майские торжества. По его эскизам эту работу выполняли художники Гладышев и Либенсон.
Произведения находятся в собрании Владимиро-Суздальского музея-заповедника, Мстёрского художественного музея.
В 1920-30-е годы занимался агитационно-массовым искусством, делал агитационные плакаты.
Принял участие в Первой всесоюзной выставке плаката «Плакат на службе пятилетки» в 1932 году в Москве в помещении Государственной Третьяковской галереи.
Работал как живописец, писал портреты и исторические картины на революционные темы: «Революционные события во Владимире», «Приезд Ленина во Владимир». На областных художественных выставках (с 1945 года) были представлены работы Калмыкова, в основном — портрет и жанровые произведения: «Пионерка», «Рабочий», «Портрет отца», «Окрестности г. Владимира» (все — 1945), «Письмо с фронта» (1946—1947), «Арест владимирского губернатора Крейтона» (1949), «Портрет старого большевика Горшкова» (1959), «Портрет колхозницы» (1957), «Дружинница» (1962), «В сквере» (1964).

## Выставки
Первая всесоюзная выставка плаката «Плакат на службе пятилетки» 1932 год Государственная Третьяковская галерея.
Выставка произведений художников Владимирской области, посвященная 40 — летию Великой Октябрьской Социалистической революции 1957 года г. Владимир. Каталог. Авт. И. И. Марков ред. А. П. Гришин. Владимирское областное управление культуры, Владимирская организация союза художников РСФСР.
Каталог Ж03263 3/IX-57 г. Тираж 150 экз. Заказ 5196 г. Владимир, типография Облиздата. — с.8.
Выставка произведений художников Владимирской области 1959 года г. Владимир. Каталог. Ж00742 26/IX-59 г. Тираж 150 экз. Заказ 6052 г. Владимир, типография Облполиграфиздата. — с.8.
Выставка произведений художников Владимирской области май 1964 года г. Владимир. Каталог. Ж02481 30/V-64 г. Тираж 120 экз. Заказ 4296 Составитель В. П. Поспелов. г. Владимир, тип. областного управления по печати. Владимирское областное управление культуры промышленного и сельского облисполкомов.
Владимирское отделение союза художников РСФСР. — с.10.
Выставка посвященная 60 — летию великого октября 1977 года г. Владимир. Каталог. Организатор ВСМЗ, Владимирское областное управление культуры, Владимирская организация союза художников РСФСР. — с.10.